# 1960 في رومانيا
فيما يلي قوائم الأحداث التي وقعت خلال عام 1960 في رومانيا.

## رياضة
- 19 يونيو – دوري الدرجة الأولى الروماني 1959–60 الفائز نادي ستيوا بوخارست.

## مواليد

### مارس
- 15 مارس – إيوان أندوني لاعب كرة قدم روماني.[1]

### يونيو
- 10 يونيو – ميرتشا أنكا ممثل روماني.[2]
- 18 يونيو – دوريان مارين

### يوليو
- 15 يوليو – ميهايل ماجارو لاعب كرة قدم روماني.[3]
- 26 يوليو – أدريان بوبسكو لاعب كرة قدم روماني.[4]

### أغسطس
- 3 أغسطس – ماريانا كونستانتين لاعبة جمباز فني رومانية.
- 8 أغسطس – إيوان مارين موزع روماني.

### سبتمبر
- 5 سبتمبر – أدريان لونجو لاعب رغبي روماني.

## وفيات

### يناير
- 1 يناير – أريستيد بلانك (مواليد 1883) اقتصادي روماني.

### مارس
- 9 مارس – أوتو أكرمان (مواليد 1909)[5]

### أكتوبر
- 31 أكتوبر – ميرتشا فلوريان (مواليد 1888)